# Samsunspor (baloncesto)
El Samsunspor, conocido por motivos de patrocinio como  Reeder Samsunspor, es un equipo de baloncesto turco que compite en la Basketbol Süper Ligi, la primera división del país. Tiene su sede en Samsun y disputa sus partidos en el Mustafa Dağıstanlı Sports Hall, que tiene un aforo para 2.000 espectadores. Es la sección de baloncesto del club polideportivo Samsunspor.

## Historia
Samsunspor, fundado en 1927 y convertido en club profesional en 1965, tenía una filial de baloncesto según la información proporcionada en su documento de registro. El equipo de baloncesto profesional se creó el 3 de diciembre de 1966, tras el inicio de la liga profesional.
En 1967, el equipo de baloncesto, compuesto casi en su totalidad por el equipo de la escuela secundaria 19 Mayıs, comenzó a jugar sus partidos en casa en el pabellón deportivo Yaşar Doğu, que se inauguró el mismo año. Su primer partido lo jugaron contra los soldados de la base militar estadounidense en Samsun. En tres años, el equipo de baloncesto mostró un progreso significativo y se convirtió en uno de los equipos más fuertes de Anatolia.
Después de ganar la liga local en 1967 y participar en la Copa de Anatolia de ese mismo año, el equipo se proclamó campeón de esta competición en 1970. También completaron con éxito los partidos de ascenso en Bolu, ganando un puesto en la Türkiye Basketbol Ligi por primera vez. Samsunspor terminó la temporada 1971-72, su primera temporada en la Primera Liga de Baloncesto de Turquía como campeón al perder sólo un partido en la última semana contra Yenişehir. Este logro les otorgó el derecho a competir en la Liga Nacional de Baloncesto de Turquía, junto a equipos de Ankara, Esmirna y Estambul, convirtiéndolos en el primer equipo fuera de estas ciudades en lograr esa oportunidad. Además, logró ganar el campeonato. Sin embargo, el club empezó a afrontar dificultades económicas tras este éxito y no pudo pagar los sueldos de los jugadores. Como resultado, Samsunspor tuvo que retirarse de la liga durante la temporada 1972-73, y no participó en las ligas del año siguiente. Durante este período, el equipo se disolvió y se cerró la sección de baloncesto.
Tras el cierre de la sucursal, Samsun DSİ, uno de los equipos que representa a Samsun en las ligas de baloncesto, logró el ascenso a la Liga Turca de Baloncesto de Segunda División en la temporada 1989-90. En la temporada 1992-93 Samsunspor volvió a activar la sección de baloncesto, y adquirió los derechos de aquel equipo. Desde entonces compite en las divisiones inferiores, hasta que en 2023 logró el ascenso a la máxima categoría tras proclamarse campeón en el playoff de la TBL.